# Francisco Javier Muñoz Pérez
Francisco Javier Muñoz Pérez (nascido em 12 de dezembro de 1985) é um jogador espanhol de futebol de 5. É filiado à federação esportiva DA Tarragona.

## Paralimpíada
Integrou a seleção espanhola de futebol de 5 que conquistou a medalha de bronze nos Jogos Paralímpicos de Londres 2012 ao derrotar a Argentina por 1 a 0. Participou também dos Jogos Paralímpicos da Rio 2016.

## Reconhecimentos
Em 2013, foi galardoado com a medalha de bronze da Real Ordem ao Mérito Esportivo.